# Rikanatti
Rikanatti (справжнє ім'я Рікі Паргем) — американський хіп-хоп продюсер, звукорежисер та звуковий дизайнер, який народився і виріс у Чикаго, але пізніше переїхав до Ірвайну, штат Каліфорнія, в округ Орандж разом зі своїм шкільним другом і репером Ca$his. Випускник Чепменського університету, віце-президент і співзасновник лейблу Bogish Brand Entertainment.

## Кар'єра
Rikanatti, Ca$his, H-Bone та Monique увійшли до гурту The Renegadez. У 1999 Монік, матір доньки Ca$his, убили.  Пізніше гурт залишає H-Bone. Через деякий час Rikanatti вирішує сконцентруватися виключно на продюсуванні, дует припиняє своє існування, Ca$his розпочинає сольну кар'єру. A&R Shady Records, Дарт Паркер, зробив репера артистом лейблу, а з Рікі підписав контракт на продюсування 8 пісень. 2015 року заснував компанію 4 My Fam Music для продажу наборів звукових ефектів.

## Дискографія

### У складі The Renegadez
- 2005: Watch Closely

### Відеокліпи
- «Down 4 Whateva» (у складі The Renegadez)[7]

### Спродюсовані треки

#### 2006
Shady Records — Eminem Presents: The Re-Up
- «Everything Is Shady» (у вик. Ca$his)
- «Talkin' All That» (у вик. Ca$his)

#### 2007
Ca$his — The County Hound EP
- «Just Like Me» (разом з Keno)
- «Ms. Jenkins» (продюсер: Eminem; дод. прод.: Майк Елізондо, Rikanatti)
- «That Nigga a Gangsta» (дод. прод.: Eminem)

#### 2008
Ca$his та Young De — Homeland Security
- «22's»
- «Cadillac Leaning»
- «Can't Move» (з уч. Mitchy Slick)
- «Choppin and Movin»
- «Clear the Room» (з уч. Crooked I та Royce da 5'9")
- «Eminem Brings It Back!!!»
- «Never Enough»
- «Thug About»
- «Why Not» (з уч. Freeway та Kurupt)
- «You Don't»

#### 2009
One-2 — The Leak Mixtape Volume 4
- «Whoa!» (з уч. Ca$his)

#### 2011
Ca$his — The Vault
- «Barbershop» (з уч. Young De)
- «Choppen on Ya Block»
- «Fakers» (з уч. Lil Flip та Mitchy Slick)
- «Get My Roll On»
- «Give and Go»
- «Grinden»
- «High az Fuck»
- «I Gotta Get High 2»
- «I'm Not Lyen»
- «Light Tokes»
- «Make It There»
- «My Candy»
- «Riden High»
- «Smoke Session»
- «Take U Home»

Demrick — #HeadsUP
- «Guilty (Interlude)»

#### 2012
King Tee — Still Triflin
- «I'm Gone» (разом з Cin-A-Matik)

Ca$his — The Art of Dying
- «1, 2, 3» (з уч. Royce da 5'9"; співпрод.: Хуан Ріос)
- «All of the Above» (з уч. Musik Jones Drew)
- «Busss It» (співпрод.: Хуан Ріос)
- «Go Getter» (з уч. Sarah Shine; співпрод.: J Whitty)
- «In the Name Of Love (Do It All)» (з участю Game, Joe Young, K Young та Rick Ross)
- «Money on My Mind» (співпрод.: Хуан Ріос)
- «On the Boss» (з уч. Mitchy Slick; співпрод.: Sk8 Beats)
- «Teardropz & Closed Caskets» (з уч. Roccett та Slim the Mobster)
- «Troublesome» (співпрод.: Хуан Ріос)

#### 2013
Корі Ґанз — Datz WTF I'm Talkin' Bout
- «Kan't See Me» (з уч. Busta Rhymes)

Spinz — $cotty Westwood Vol. 1
- «Fired Up (Remix)» (з уч. Kal з Aequitas)
- «Thank Yeezus»

Spinz — 1992
- «9th Inning»
- «Fired Up»
- «Flip That» (з уч. Ca$his; співпрод.: Spinz)
- «Fuck Me, I'm Famous» (співпрод.: Spinz)
- «Rockinwitdabest»
- «Untitled»
- «We the People»

Ca$his — The County Hound 2
- «Brake Lights» (з уч. Boaz; співпрод.: The Punisher)
- «Cigarello» (разом з Eminem)
- «Hay»
- «Hi» (співпрод.: R&D)
- «I Just Wanna» (з уч. Kobe)
- «Imma Hustla» (з уч. Crooked I та Sullee J; співпрод.: Lil' Lyss)
- «Imma Hustla (W.C. Remix)» (з уч. Mistah F.A.B., Roccett, Crooked I та Goldie Gold; співпрод.: Lil' Lyss)
- «Layin' in the Cut» (разом з Eminem)
- «Look at Me» (з уч. King Los, K Young та B. Todd; співпрод.: 1Down)
- «Mind on Money» (з уч. Kuniva, Obie Trice та Dirty Mouth; разом з Cin-A-Matik)
- «Red»
- «Serenade My Life»
- «The Pain» (з уч. Demrick та Sara Shine)
- «Thru The Glass» (разом з Eminem)

#### 2014
B Todd
- «Dopeness» (з уч. Nikki Taylor)

Ca$his — Euthanasia
- «100 Proof» (з уч. Roccett; разом з The Punisher та Yoroglyphe)
- «Choppin' Paper» (з уч. Game)
- «I'ma Ride» (з уч. Problem)
- «Mind on Money (G-Mix)» (з уч. Kuniva, Obie Trice та Dirty Mouth; разом з Cin-A-Matik)

#### 2015
Ca$his — The County Hound 3
- «A-Rod» (з уч. Emilio Rojas; разом з Lil Lyss)
- «Certified Hustla» (з уч. Sara Shine; разом з The Punisher)
- «CH3 Intro»
- «Come 2 tha Hood» (разом з J Speck)
- «Defy Odds»
- «I'ma Ride G Mix» (з уч. Problem, Roscoe, Mac Lucci, Vibe, Britizen Kane, R Land та Big Doty)
- «Kingpin» (з уч. Young Buck, Arez Cobain та June B; разом з The Coalition)
- «Let Me Be» (разом із Cin-a-matik)
- «Live That Life» (разом з Johnny & Nate)
- «Turn Up»
- «Work» (з уч. Young Buck, Project Pat та Sullee J; разом з The Punisher)
- «You Ain't the Homie»

Savage Language — If Bandanas Were Halos
- Усі пісні